# فلافيو كوستا
فلافيو كوستا (بالبرتغالية: Flávio Costa‏) (مواليد 14 سبتمبر 1906) هو لاعب كرة قدم. يلعب مع منتخب البرازيل لكرة القدم. سبق له أن لعب في كأس العالم لكرة القدم مع منتخب بلاده.